# DS Andromedae
DS Andromedae (thường được viết tắt là D S And) là tên của một hệ sao đôi che khuất nằm trong chòm sao Tiên Nữ và nó nằm trong cụm sao mở NGC 752. Nếu ngôi sao thứ nhất trong hệ sao đôi che khuất hoàn toàn ngôi sao thứ hai thì cấp sao biểu kiến của nó là 10,93, còn nếu ngôi sao thứ 2 che khuất hoàn toàn ngôi sao thứ nhất thì cấp sao biểu kiến của nó là 10,71. Còn cấp sao biểu kiến của DS Andromedae là 10,44.

## Hệ sao
Ngôi sao thứ nhất có quang phổ loại F3IV-V, khớp với  bằng chứng rằng ngôi sao này đang phát triển bên ngoài dãy chính và bán kính của nó đang tăng lên. Còn ngôi sao thứ hai thì được cho là nằm trong dãy chính với quang phổ loại G0. Quang phổ của DS Andromedae thì không xác định được, nhưng nhiệt độ và quang phổ thì xác định được dựa trên sự thay đổi của độ sáng. Tuổi của nó được ước tính là 2.0 ± 0.2 giga năm.

## Tính biến quang
Đường cong ánh sáng của DS Andromedae cho thấy sự che khuất chính khi ngôi sao thứ 2 che ngôi sao thứ nhất và sự che khuất thứ cấp xảy ra khi xảy ra hiện tượng ngược lại. Điều này lặp đi lặp lại với chu kì gần hơn một ngày.
Hệ sao này được phân loại là biến quang Algol trong danh sách chung của các sao biến quang nhưng thi thoảng nó được cho là biến quang Beta Lyrae..

## Dữ liệu hiện tại
Theo như quan sát, đây là hệ sao nằm trong chòm sao Tiên Nữ và dưới đây là một số dữ liệu khác:
Xích kinh 01h 57m 46.0561s
Độ nghiêng +38° 04′ 28.43112″
Cấp sao biểu kiến biến đổi từ 10.44 &ndash đến 10.93 variable
Vận tốc xuyên tâm 25±20
Thị sai 2.1968
Chu kì 1.0105188 days